# Anost
Anost is een gemeente in het Franse departement Saône-et-Loire (regio Bourgogne-Franche-Comté) en telt 672 inwoners (2004). De plaats maakt deel uit van het arrondissement Autun.

## Geografie
De oppervlakte van Anost bedraagt 53,3 km², de bevolkingsdichtheid is 12,6 inwoners per km². Door Anost loop de waterscheiding tussen het stroomgebied van de Seine en dat van de Loire.
De onderstaande kaart toont de ligging van Anost met de belangrijkste infrastructuur en aangrenzende gemeenten.

## Demografie
Onderstaande figuur toont het verloop van het inwonertal (bron: INSEE-tellingen).

## Geboren
- Jules Basdevant (1877-1968), rechtsgeleerde en rechter